# Por qué el futuro no nos necesita
"Por qué el futuro no nos necesita" es un artículo escrito por Bill Joy (entonces científico jefe de Sun Microsystems) en la edición de abril de 2000 de la revista Wired. En el artículo, sostiene que "Nuestras tecnologías del siglo 21 más poderosas —robótica, la ingeniería genética y la nanotecnología— amenazan con hacer de los seres humanos una especie en peligro de extinción .". Joy advierte:
Las experiencias de los científicos atómicos muestran claramente la necesidad de asumir la responsabilidad personal, el peligro de que las cosas se muevan demasiado rápido y la forma en que un proceso puede cobrar vida propia. Podemos, como lo hicieron ellos, crear problemas insuperables en casi nada de tiempo. Debemos pensar más desde el principio si no queremos sorprendernos y escandalizarnos de manera similar por las consecuencias de nuestros inventos.
Si bien algunos críticos han caracterizado la postura de Joy como oscurantismo o neoludismo, otros comparten sus preocupaciones sobre las consecuencias de la tecnología en rápida expansión.

## Resumen
Joy sostiene que las tecnologías en desarrollo suponen un peligro mucho mayor para la humanidad que el que jamás haya presentado ninguna tecnología anterior. En particular, se centra en la ingeniería, la nanotecnología y la robótica. Sostiene que las tecnologías de destrucción del siglo XX, como la bomba nuclear, se limitaron a los grandes gobiernos, debido a la complejidad y el costo de tales dispositivos, así como a la dificultad para adquirir los materiales necesarios. Utiliza la novela La plaga blanca como un escenario de pesadilla potencial, en el que un científico loco crea un virus capaz de acabar con la humanidad.
Joy también expresa su preocupación por el aumento de la potencia de las computadoras. Su preocupación es que las computadoras eventualmente se volverán más inteligentes que nosotros, lo que conducirá a escenarios distópicos como la rebelión de los robots . En particular, cita a Ted Kaczynski (el Unabomber ) sobre este tema.
Joy expresa su preocupación de que eventualmente los ricos serán los únicos que tendrán el poder de controlar los futuros robots que se construirán, y que estas personas también podrían decidir tomar la vida en sus propias manos y controlar cómo los humanos continúan poblando y reproduciéndose. Comenzó a investigar más sobre robótica y personas que se especializan en robótica, y fuera de sus propios pensamientos, trató de obtener opiniones de otros sobre el tema. Rodney Brooks, especialista en robótica, cree que en el futuro habrá una fusión entre humanos y robots. Joy menciona el libro de Hans Moravec "Robot: Mere Machine to Transcendent Mind" donde se plantea que en el futuro los robots se harán cargo de las actividades humanas normales, pero que con el tiempo los humanos estarán conformes con vivir de esa manera.

## Críticos científicos
En The Singularity Is Near, Ray Kurzweil cuestionó la regulación de la tecnología potencialmente peligrosa y preguntó: "¿Deberíamos decirles a los millones de personas que padecen cáncer y otras afecciones devastadoras que estamos cancelando el desarrollo de todos los tratamientos de bioingeniería porque existe el riesgo de que estos mismos ¿Es posible que algún día las tecnologías se utilicen con fines malévolos?" . Sin embargo, John Zerzan y Chellis Glendinning creen que las tecnologías modernas son malas tanto para la libertad como para el problema del cáncer, y que los dos temas están conectados.
En el artículo del AAAS Science and Technology Policy Yearbook 2001 "Una respuesta a Bill Joy y los tecnofuturistas de Doom-and-Gloom", John Seely Brown y Paul Duguid criticaron a Joy por tener una visión de túnel tecnológica en su predicción al no considerar los factores sociales.
John McGinnis argumenta que la propuesta de Joy de "renunciar" a las tecnologías que podrían conducir a la inteligencia artificial fuerte (IAF; en inglés AGI) fracasaría porque "las prohibiciones, al menos bajo la tecnología actual y la geopolítica actual, seguramente serán ineficaces". La verificación de los acuerdos de limitación de la IAF sería difícil debido a la naturaleza de doble uso de la IAF y la facilidad de ocultarse. De manera similar, McGinnis cree que la propuesta del "juramento hipocrático" de Joy de abstención voluntaria por parte de los científicos de la investigación dañina tampoco sería efectiva, porque los científicos podrían ser presionados por los gobiernos, tentados por las ganancias, sin estar seguros de qué tecnologías causarían daños en el futuro, o se opondrían a la premisa de Joy en primer lugar. En lugar de renunciar a la IAF, McGinnis aboga por un tipo de desarrollo tecnológico diferencial en el que la inteligencia artificial amigable avanza más rápido que otros tipos.
El futurista extropiano Max More comparte el punto de vista de Kurzweil sobre la naturaleza poco práctica e ineficaz de la "renuncia tecnológica", pero agrega un componente moral y filosófico más amplio al argumento, argumentando que la perfección y evolución de la humanidad no implica "perder nuestra humanidad" y que la búsqueda voluntaria del aumento de la capacidad en cualquier ámbito no representa "una pérdida" de ningún tipo.
En el artículo de Zac Goldsmith sobre la entrevista de Bill Joy, lo cita sobre cómo algunas preocupaciones con las nuevas tecnologías en desarrollo son en realidad más peligrosas de lo que expresó en el artículo, porque Goldsmith afirma que los desarrolladores de estas máquinas les están dando demasiado poder. Goldsmith afirma que los científicos no piensan en muchas de las cosas que puedan salir mal cuando comienzan a hacer inventos, porque eso conducirá a una menor financiación.
En la reseña de Sophie Tysom sobre el artículo de Bill Joy, ella dice que Joy no debería cerrarse a un punto de vista cuando se trata de nuevas tecnologías. Ella también está de acuerdo en que él tiene razón de estar preocupado por lo que sucederá a largo plazo, pero no cree que estas tecnologías intentarán controlarnos en el futuro. Joy respondió a esto, afirmando que le gustaba que la gente comenzara a responder a su artículo porque les daba un aporte sobre el tema.

## Secuelas
Después de la publicación del artículo, Bill Joy sugirió evaluar las tecnologías para medir sus peligros implícitos, así como hacer que los científicos se nieguen a trabajar en tecnologías que tienen el potencial de causar daños.
En la edición del 15º aniversario de Wired en 2008, el artículo de Lucas Graves informó que las tecnologías de genética, nanotecnología y robótica no han alcanzado el nivel que haría realidad el escenario de Bill Joy.
El destacado comentarista conservador Alex Jones citó el artículo durante una discusión sobre las implicaciones del transhumanismo con los comediantes Joe Rogan y Tim Dillon en el episodio del 27 de octubre de 2020 de Joe Rogan Experience.

## Otras lecturas
- Messerly, John G. "Me alegro de que el futuro no nos necesite: una crítica del futurismo pesimista de Joy". ACM SIGCAS Computers and Society, Volumen 33, Número 2, (junio de 2003)ISSN 0095-2737